# Litige du champ de glaces patagoniques sud

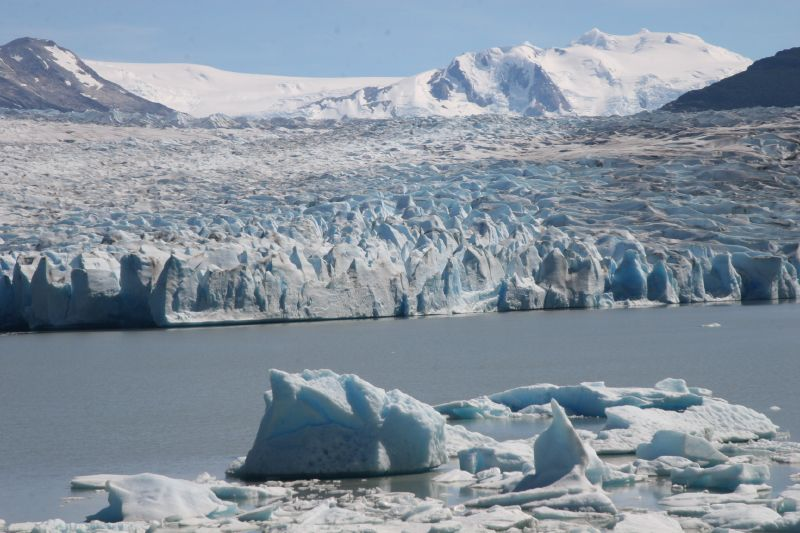
Vue du champ de glace Sud depuis le glacier Grey, Chili.

Le litige du champ de glaces patagoniques sud résulte d'une contestation de frontières entre le Chili et l'Argentine, au sujet du champ de glaces Sud de Patagonie. Cette zone est une grande extension des glaciers (Inlandsis) situés dans la Cordillère des Andes Patagonique à la frontière entre l'Argentine et le Chili. Cette zone constitue le plus grand champ de glaces continental, non-polaire et accessible par la terre. On l'appelle hielos continentales en Argentine et campo de hielo sur au Chili, pour la différencier du champ de glace Nord de Patagonie. La frontière entre ces pays, sur le champ de glaces Patagonique sud, en 2025, est en attente de démarcation. Il s'agit de zones dont l'altitude dépasse 3 000 mètres, dont le climat est dur et hostile à l'homme.

## Histoire

### Délimitation

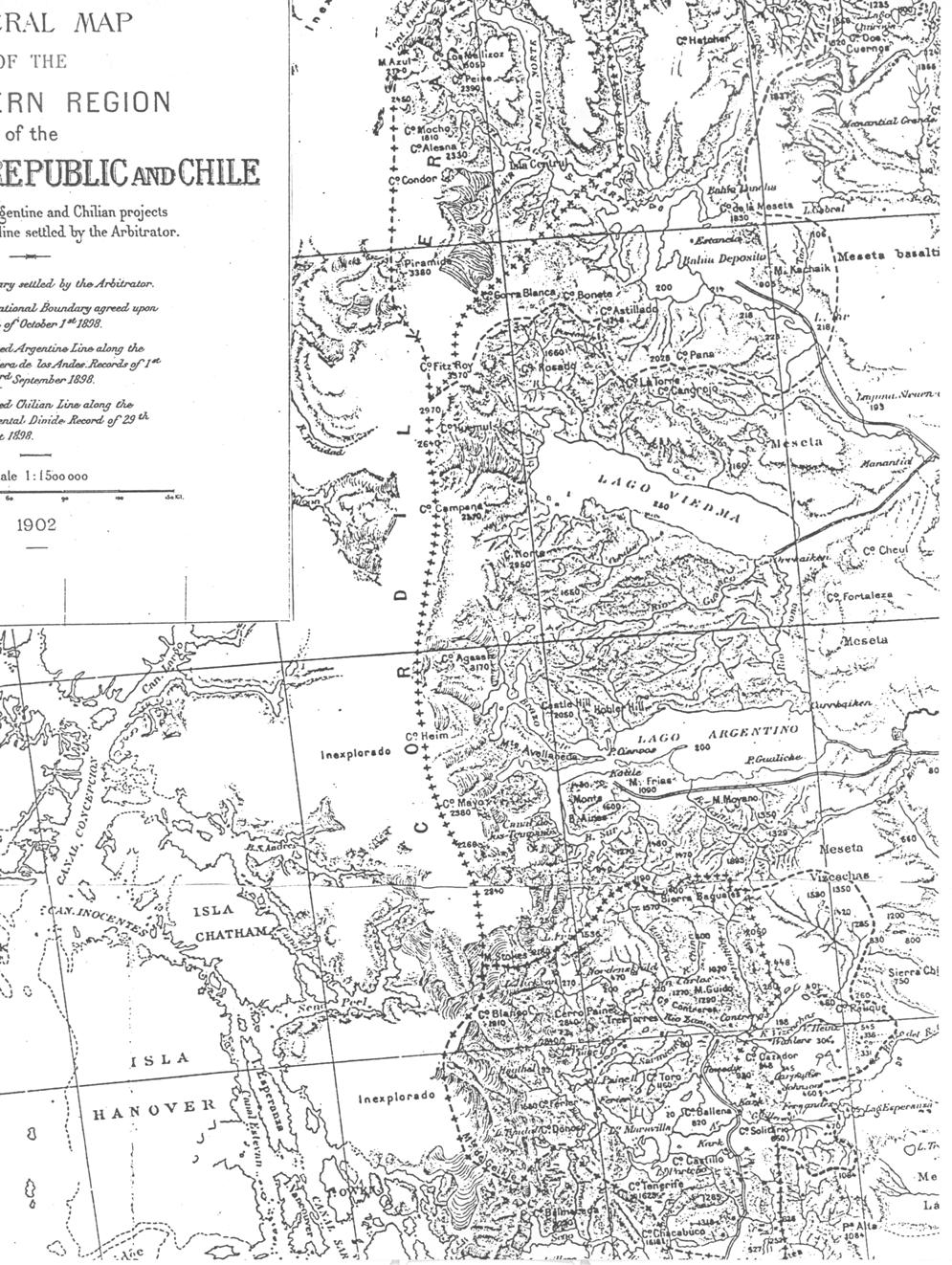
Carte de la concession de 1902 entre l'Argentine et le Chili dans la zone du champ de glace de Patagonie méridionale (qui n'a pas été affectée par la concession).

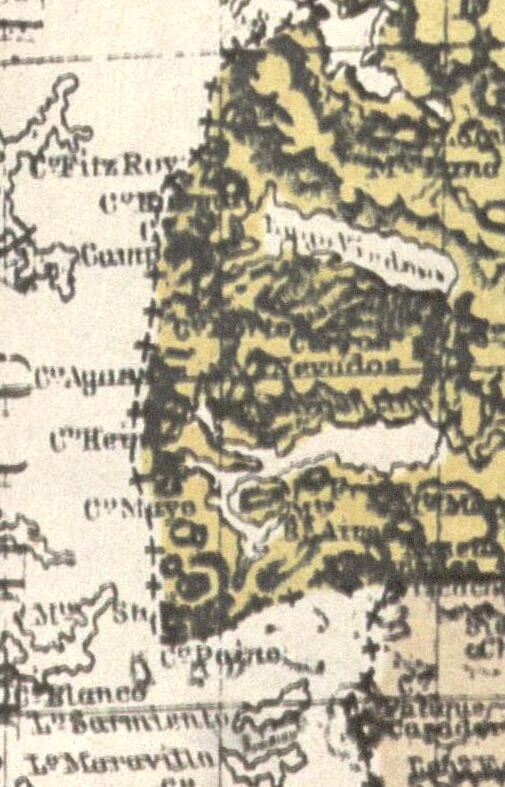
Carte argentine de 1912 montrant les bornes historiques convenues par les géomètres argentins et chiliens, Fitz Roy, Huemul, Campana, Agassiz, Heim, Mayo et Stokes,,.

La zone est délimitée par le Traité de 1881 entre l'Argentine et le Chili.

« Article 1er La limite entre le Chili et la République Argentine est, du nord au sud, jusqu'au parallèle cinquante deux de latitude, la Cordillère des Andes. La ligne frontière ira, dans cette zone, par les sommets les plus élevés de ladite Cordillère qui partagent les eaux et passera entre les versants qui se déversent de part et d'autre. Les difficultés qui pourraient découler de l'existence de certaines vallées formées par la bifurcation de la Cordillère et dans laquelle la ligne de partage des eaux ne serait pas claire seront résolues amicalement par les Experts nommés, un par chaque partie. Au cas où aucun accord ne serait trouvé, il sera fait appel à un troisième Expert désigné par les deux Gouvernements. Des opérations qu'ils mettront en œuvre, il sera établi un acte en deux exemplaires signé par les deux Experts, sur les points sur lesquels ils sont tombés d'accord et, de plus, par le troisième expert sur les points par lui résolus. Cet acte produira son plein effet dès qu'il sera rédigé par eux et sera considérè ferme et valable sans besoin d'autres démarches et formalités. Un exemplaire de l'acte sera notifié à chaque Gouvernement. »

Le 20 août 1888 une convention fut souscrite pour mener à terme la démarcation des limites, en accord avec le traité de 1881, nommant comme experts Diego Barros Arana pour le Chili et Octavio Pico Burgess pour l'Argentine. En 1892, Barros Arana expose sa thèse selon laquelle le traité de 1881 avait fixé la limite sur le divortium aquarum continental, ce qui est rejeté par l'expert argentin.
Du fait que des différences apparurent sur des points divers de la frontière, sur lesquels des experts ne se mirent pas d'accord, la démarcation fut suspendue en février 1892, jusqu'à la conclusion du Protocole des Límites de 1893, lequel, dans son article 1 disposait que :

« Étant établi par l'article Premier du Traité du 23 juillet 1881, que “la limite entre le Chili et la République Argentine est, du nord au sud jusqu'au parallèle 52 de latitude, la Cordillère des Andes”, et que “la ligne frontière ira par les sommets les plus élevés de ladite cordillère, lesquels partagent les eaux, et qu'elle passera entre les versants qui se déversent de part et d'autre”, les Experts et les sous-commissions auront ce principe comme norme invariable dans leurs démarches. En conséquence, il sera tenu à perpétuité comme propriété et domaine absolu de la République d'Argentine, toutes les terres et toutes les eaux, à savoir : lacs, lagunes, rivières et parties de rivières, ruisseaux, versants, qui se situent à l'orient de la ligne des sommets les plus élevés de la Cordillère des Andes qui partagent les eaux, et comme propriété et domaine absolu du Chili toutes les terres et toutes les eaux, à savoir : lacs, lagunes, rivières et parties de rivières, ruisseaux, versants, qui se trouvent à l'occident de la ligne des sommets les plus élevés de la Cordillère des Andes qui partagent les eaux. »

Ce protocole revêt une importance toute spéciale car la rétrocession des glaciers pourrait permettre que les fjords du Pacifique pénètrent en territoire argentin.
En janvier 1894, l’expert chilien déclara qu’il entendait que l’enchaînement principal des Andes était la ligne ininterrompue de sommets qui partagent les eaux et qui constituent la séparation des bassins ou régions hydrographiques tributaires de l’Atlantique, par l’orient et du Pacifique, par l’occident. L’expert argentin Norberto Quirno Costa (remplaçant de Pico) répondit qu’ils n’avaient pas le pouvoir de définir ce que signifiait « enchainement principal des Andes » vu qu’ils n’étaient que des chargés de délimitation.
En avril 1896, est signé l’Accord en vue de faciliter les opérations de délimitation territoriales par lequel était désigné le monarque britannique  pour arbitrer en cas de désaccord.
Dans l’acte du 1er octobre 1898, signé par Barros Arana et Francisco Pascasio Moreno (remplaçant de Quirno Costa, lequel renonça en septembre 1896) et par ses adjoints Clemente Onelli (argentin) et Alejandro Bertrand (chilien), les experts :

« sont d’accord avec les points et distances signalés (…) 331 et 332 (…), se résolvent à les accepter comme faisant partie de la ligne de partage (…) entre la République d’Argentine et la République du Chili (…) »

Sur la carte annexée, le point 331 est le mont Fitz Roy et le 332, le mont Stokes, tous deux admis comme bornes frontières, bien que le premier ne se trouvait pas sur la ligne de partage des eaux et ait été pris comme borne naturelle. Comme les experts n’étaient pas allés dans la zone, ils établirent la règle que si le principe géographique ne passait pas là où ils l’avaient supposé, il pouvait y avoir des modifications.
Faute d’accord des experts sur le tracé de la frontière, il est décidé en 1898 de recourir à l’article VI paragraphe 2 du Traité des Limites de 1881 et de solliciter la reine Victoria du Royaume-Uni en vue d’un arbitrage sur la question. Celle-ci désigna trois juges britanniques. En 1901, l'un des juges, le colonel Thomas Holdich se déplace en voyage d’études sur la zone litigieuse.
Le gouvernement argentin soutint que la limite devait être essentiellement une frontière orographique passant par les plus hautes cimes de la cordillère des Andes et le gouvernement chilien soutint la division continentale des eaux. Le tribunal considéra que le langage du traité de 1881 et du protocole de 1893 était ambigu et susceptible de diverses interprétations, les deux positions étant irréconciliables.
Le 20 mai 1902, le roi Édouard VII rendit le jugement qui partageait les territoires des quatre sections litigieuses dans les limites définies par les réclamations extrêmes de part et d’autre et mandatait un officier britannique pour démarquer chaque section à l’été 1903. L’arbitrage ne fut pas donné sur le champ de glaces, son article III précisa :

« Depuis le mont Fitz Roy jusqu’au mont Stokes, la ligne de la frontière a été déjà déterminée. »

L’arbitrage considéra ainsi que dans ces zones, les hauts sommets sont des diviseurs des eaux et que pour autant il n’y avait pas de dispute. Depuis 1899, la démarcation de la frontière dans le champ de glace, entre les deux montagnes, a été définie sur les repères montagneux suivants et leur continuité naturelle : Fitz Roy, Torre, Huemul, Campana, Agassiz, Heim, Mayo et Stokes,,. En 1916, le cordon Mariano Moreno a été visité par une expédition, mais Francisco Pascasio Moreno en connaissait déjà l'existence.

### Démarcation
En 1941 est signé le protocole relatif au repositionnement des bornes sur la frontière argentino-chilienne, avec la création de la Commission Mixte des Limites (COMIX), composée de techniciens des deux pays. Ces techniciens devaient se charger de la démarcation de la frontière sur les bases du traité 1881 et du protocole de 1893.
Le 29 août 1990 les présidents Carlos Saúl Menem et Patricio Aylwin souscrivirent la Declaración de Santiago, dans laquelle est donné à la Commission Mixte des Limites instruction pour accélérer les travaux de démarcation et émettre une information sur l’état des questions de démarcation en instance.

## Accord

Cette carte montre les sections A et B de l'accord.

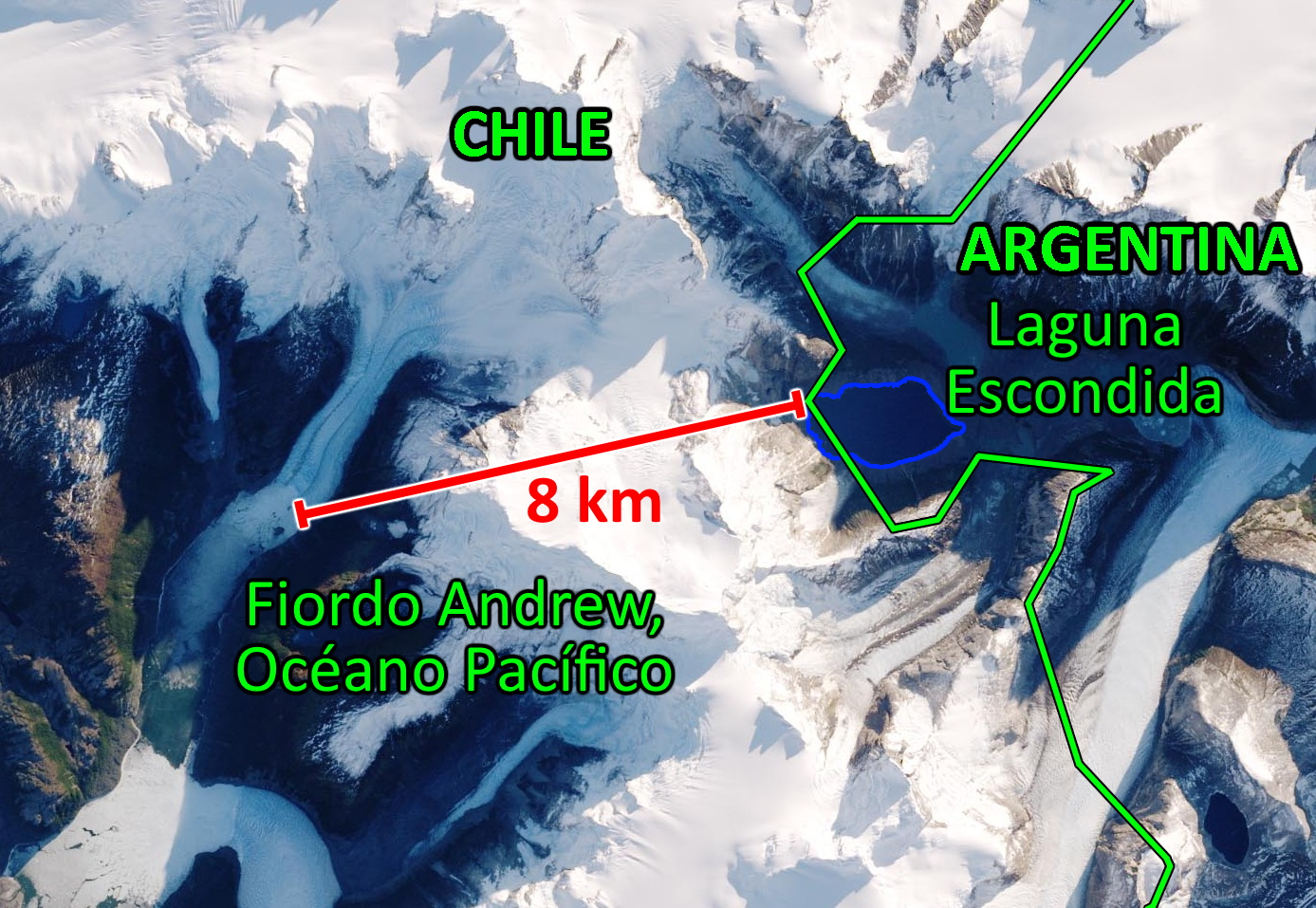
La zone de Laguna Escondida est un point où la frontière a été laissée de telle sorte que l'Argentine se trouve à 8 kilomètres de l'océan Pacifique.

Le 16 décembre 1998, l'accord a été signé pour préciser le tracé de la frontière entre le mont Fitz Roy et le mont Daudet pour remplacer la ligne polygonale proposée,. L'accord maintient ce qui a été signé dans le traité de 1881, les hauts sommets qui divisent les eaux et respecte la ligne de partage des eaux continentales, sauf dans certains secteurs où des lignes droites sont tracées. Il maintient également l'accès du Chili au Mont Fitz Roy, et de l'Argentine au Mont Stokes.
Le territoire couvert par l'accord est divisé en deux secteurs :
- Section A : de la colline de Murallón à la colline de Daudet. La ligne de démarcation est déterminée comme suit : à partir de la colline de Murallón, la ligne suit la ligne de partage des eaux qui passe par Torino Est, Bertrand-Agassiz Nord (Roma), Agassiz Sud (Oasis), Bolados, Onelli Central, Spegazzini Nord et Spegazzini Sud. La ligne se poursuit ensuite par des segments de droite joignant successivement les points marqués des lettres A, B, C, D, E, F, G, H, I et J. Entre J et K, elle suit la ligne de partage des eaux, puis par des lignes droites joignant les points L et M. Elle se poursuit le long de la ligne de partage des eaux jusqu'à N, d'où elle continue le long de la ligne de partage des eaux en passant par les collines Pietrobelli, Gardener, Cacique Casimiro et le point Ñ. Ensuite, par une ligne droite, elle atteint le point O et, par une autre ligne droite, elle atteint la colline Teniente Feilberg, continue le long de la ligne de partage des eaux jusqu'au point P, d'où, par des segments de ligne droite, elle atteint le point Q, la colline Stokes, les points R, S, T et la colline Daudet, où elle termine son parcours[14].
- Section B : du sommet du mont Fitz Roy au Cerro Murallón. Depuis le sommet du mont Fitz Roy, la ligne descend le long de la ligne de partage des eaux jusqu'à un point situé aux coordonnées 49° 16′ 37″ S, 73° 02′ 24″ O (Point A). De là, elle continuera en ligne droite jusqu'à un point situé aux coordonnées 49° 17′ 02″ S, 73° 05′ 12″ O (Point B). Ensuite, la ligne suivra le parallèle du site à l'ouest et sera tracée conformément au protocole sur le remplacement et l'emplacement des points de repère sur la frontière entre le Chili et l'Argentine du 16 avril 1941 et au plan de travail et aux dispositions générales régissant la Commission mixte de la frontière entre le Chili et l'Argentine.

Dans la zone déterminée entre les parallèles de latitude sud 49º10'00" et 49º47'30" et les méridiens de longitude ouest 73º38'00" et 72º59'00", la Commission mixte de la frontière Chili-Argentine doit élaborer une carte à l'échelle 1:50 000 afin de délimiter la frontière, dans ce secteur le Protocole spécifique additionnel sur les ressources hydriques partagées du 2 août 1991 ne sera pas appliqué. Ce secteur correspond à un territoire rectangulaire qui va de quelques kilomètres au nord du sommet du mont Fitz Roy jusqu'au mont Murallón, dans lequel se trouve une zone sans délimitation de frontière. Dans cette zone, cependant, l'accord lui-même a délimité la frontière depuis le Fitz Roy jusqu'à quelques kilomètres au sud-ouest (point B), et depuis la même montagne vers le nord, elle a été délimitée au moyen de la sentence arbitrale de 1994 concernant la Laguna del Desierto,,,,.
Il a été convenu que toutes les eaux entrant et sortant du fleuve Santa Cruz seront considérées à toutes fins utiles comme des ressources en eau appartenant à la République d'Argentine. De même, les eaux s'écoulant vers les fjords océaniques seront considérées à toutes fins utiles comme des ressources en eau appartenant à la République du Chili, chaque partie s'engageant à ne pas altérer, en quantité et en qualité, les ressources en eau exclusives correspondant à l'autre partie.